# Mohammad-Hossein Shahriar
Seyyed Mohammad Hossein Behjat Tabrizi (Tabriz, Irán, agosto de 1906 - Teherán, Irán, 18 de septiembre de 1988), más conocido por su pseudónimo Shahriar (ʃæhrɪɒrⓘ), fue un notable poeta iraní de etnia azerí, que escribió en azerí y persa. Su trabajo más importante, Heydar Babaya Salam, se considera el pináculo de la literatura azerbaiyana, que ganó gran popularidad en el mundo turco y se tradujo a más de 30 idiomas.

## Biografía
Seyyed Mohammad Hossein Behjat Tabrizi nació en agosto de 1906 en Tabriz, una de las principales ciudades del Azerbaiyán iraní, recibió su educación primaria, incluido el Divan de Hafez, bajo la supervisión de su padre, Sayyed Esmā'il, conocido como Mir Āqā, calígrafo y hombre erudito. La primera educación formal que Shahriar recibió fue en la escuela secundaria Motahari de Tabriz. Posteriormente estudió en el Dar-ol-Fonoun (antigua escuela de educación superior) en Teherán, donde se mudó en febrero de 1920. Aunque estudió medicina en la universidad, la abandonó justo antes de obtener su diploma y se fue a Khorasan, donde encontró un trabajo como notario público y empleado del banco. Regresó a Teherán en 1935 y comenzó a trabajar en el Banco Agrícola de Irán. También recibió un doctorado honorario, licenciado en la Universidad de Tabriz en Literatura.
Inicialmente publicó sus poemas bajo su nombre, Behjat, pero más tarde eligió el nombre de Shahriar. Publicó su primer libro de poemas en 1929. Sus poemas están influenciados principalmente por Hafez de Shiraz, un famoso poeta persa, y Khasta Qasim, un antiguo poeta turco.
Su obra más famosa en azerí es Heydar Babaya Salam, publicada en 1954, que ganó un inmenso aprecio de diversos países turcos como Turquía, Azerbaiyán y Turkmenistán. Heydar Babaya Salam ha sido traducido a más de 30 idiomas y numerosas obras en todo el mundo.
Shahriar falleció  el 18 de septiembre de 1988 en uno de los hospitales de Teherán y su cuerpo fue trasladado a Tabriz y enterrado en Maqbaratoshoara, donde se entierran los poetas más célebres de la ciudad. Su día de la muerte se conoce como el "Día nacional del poema" en Irán. Una serie de televisión sobre su vida, dirigida por Kamal Tabrizi, se emitió en el canal 2 de IRIB.

## Obra
Shahriar fue uno de los primeros azeríes de Irán en escribir una colección significativa de poesía en lengua turca azerí. Comenzó componiendo poesía trágica, por lo que muchos de sus recuerdos agridulces se reflejan en sus libros Hazyan-e Del, Heydar Baba y Mumiyai. Heydar Baba, compuesto en turco y luego traducido al persa, estuvo durante mucho tiempo en la lista de los diez mejores vendidos en Teherán. Heydar Baba es el nombre de una montaña donde el poeta pasó su infancia. También escribió un libro de poemas épicos, Takht-e Jamshid. Estaba interesado en cuestiones humanísticas y en su poema "Una carta a Einstein" criticaba el resultado de su trabajo científico, que fue abusado como arma nuclear.
El verso de Shahriar toma diversas formas, incluyendo letras, cuartetos, coplas, odas y elegías. Uno de sus poemas de amor, Hala Chera, fue musicalizado por Rouhollah Khaleghi. La composición para orquesta y voz solista se convirtió en una de sus obras más conocidas. Una de las principales razones del éxito del trabajo de Shahriar es el uso de jerga y lenguaje coloquial en el contexto de la poesía, de talante comprensible y efectivo para un amplio segmento del público.
Shahriar era también un talentoso calígrafo, tocaba con experiencia el setar y tenía un gran interés en la música. Era un amigo muy cercano del músico persa y maestro Abdulhossein Saba.